# Best In Show
Best In Show är svenska Madisons andra och sista fullängdsalbum, utgivet 1986. Det innehåller klassikerna "Oh Rendez Vous" och "Give It Back".
Skivan har en mer pop metal-aktig produktion vilket gjorde många gamla fans besvikna men istället dragit till sig nya. Fyra promovideor spelades för skivan och är idag svåra att få tag i. Skivan sålde bra i Sverige och Japan, liksom den föregående Diamond Mistress, men även på andra ställen i Europa och i synnerhet i Skandinavien. Albumet inkluderade också den nya gitarristen Mikael Myllynen, senare känd som Mike Moon i King Diamond. En turné gjordes i Japan under 1987 vilket förmodligen var deras sista innan splittringen av denna sättning då Göran Edman gick vidare till att sjunga för Vinnie Vincent och Yngwie Malmsteen och ersattes av Anders Möller, även känd från Swedish Erotica och Black Ingvars.

## Låtlista
1. "Oh Rendez Vous" - 5:29
2. "Carry On" - 4:13
3. "Can't Take It" - 4:41
4. "Drama" - 1:22
5. "Shine" - 5:51
6. "Look in Your Eyes" - 4:59
7. "Give It Back (Remixed version)" - 3:51
8. "Out of the Bunker" - 4:50
9. "World Wide Man" - 3:57
10. "Hotel Party" - 4:10
11. "Mental Masturbation" - 4:10

## Line-up
- Göran Edman - Sång
- Anders Karlson - Gitarr
- Mikael Myllynen - Gitarr
- Conny Sundqvist - Bas
- Peter Fredrickson - Trummor

## Videor
- "Give It Back"
- "Oh Rendez Vous"
- "Look In Your Eyes"
- "Carry On"